# 津和野町郷土館
津和野町郷土館（つわのちょうきょうどかん）は、島根県鹿足郡津和野町にある歴史博物館である。

## 概要
縄文時代から現代に至る郷土の歴史資料や文化遺産を後世に保存・継承するために、1921年（大正10年）に県内唯一の郷土歴史博物館として設立された（当時）。
創設当時は、藩校養老館の御書物蔵を利用していたが、1940年（昭和15年）に紀元2600年事業の一環で、現在地への移転・建設が決定。独立した郷土館として整備された。その後、戦時下の一時休館、終戦直後に役場庁舎としての利用を経て、1954年（昭和29年）に再び開館され、現在に至る。
2008年（平成20年）7月8日には、国土の歴史的景観に寄与しているものとして国の登録有形文化財に登録されている。
三氏（吉見・坂崎・亀井）にわたる津和野城主の歴史を現在に伝える多彩な資料に加え、人材育成の先駆けとなった藩校「養老館」に関する資料、西周をはじめとするパイオニアの遺品・遺墨、キリシタン殉教関係資料（乙女峠）、津和野町にゆかりのある文化人・芸術家の作品、縄文期からの考古資料、国内に9門のみが残存する大砲「フランキ砲」2門など、この地域の豊富な歴史・文化遺産を多数収蔵・展示し、郷土文化の伝承・発展に貢献している。

## 沿革
- 1921年（大正10年） - 藩校養老館の御書物蔵を利用し、郷土歴史博物館として設立。
- 1940年（昭和15年） - 建物を新設、現在も利用されている。
- 戦後の一時期、役場庁舎として利用される。
- 1954年（昭和29年） - 郷土館として再開。
- 2008年（平成20年）7月8日 - 国の登録有形文化財に登録。

## 主な所蔵資料
- 津和野藩に関する文書
  - 養老館学則、旧藩出仕帳・出席帳（岡熊臣撰、福羽美静書）、旧藩近侍寮記載、領地各村万手鑑29冊、反別石高収米記録、白鹿洞書院掲示、天明年間養老間学則、文政年間諸土出仕帳、御法名帳、亀井家歴代、慶応元年御在邑日記